# 柯因
柯因（英語：Chrysin，也称作白杨黄素、5,7-二羟基黄酮）是一种黄酮类化合物，可在蜂蜜、蜂胶以及蓝花西番莲、木蝴蝶等植物中发现。